# سلطان سويعد
سلطان أحمد سويعد لاعب كرة قدم سعودي ، يلعب كلاعب ظهير لعب سابقاً في نادي جدة .